# Plectrophenax
Genre
Le genre Plectrophenax comprend deux espèces de bruants, des oiseaux de la famille des Calcariidae. Le nom normalisé de « plectrophanes » a également été proposé pour désigner les espèces du genre.

## Liste des espèces
D'après la classification de référence (version 2.2, 2009) du Congrès ornithologique international (ordre phylogénique) :
- Plectrophenax nivalis – Bruant des neiges
- Plectrophenax hyperboreus – Bruant blanc